# Gertrud Luckner
Gertrud Luckner (ur. 26 września 1900 w Liverpoolu, zm. 31 sierpnia 1995 we Fryburgu Bryzgowijskim) – niemiecka działaczka społeczna zaangażowana w pomoc Żydom podczas Holokaustu.
Członkini zakazanego przez nazistów katolickiego ruchu pokojowego (Friedensbund Deutscher Katholiken), w ramach którego działania organizowała paczki żywnościowe dla Żydów deportowanych do Polski i podróżowała po Niemczech pomagając pozostałym na miejscu rodzinom żydowskim. Podczas jednej z takich podróży została aresztowana i resztę wojny spędziła w obozie koncentracyjnym Ravensbrück.
Została uznana za Sprawiedliwego Wśród Narodów Świata przez Instytut Jad Waszem w 1966 roku.